# Koce-Schaby
Koce-Schaby – wieś w Polsce położona w województwie podlaskim, w powiecie wysokomazowieckim, w gminie Ciechanowiec.
Zaścianek szlachecki Schaby należący do okolicy zaściankowej Koce położony był w drugiej połowie XVII wieku w ziemi drohickiej województwa podlaskiego. Od 1921 wieś należała do gminy Rudka. W latach 1975–1998 miejscowość administracyjnie należała do województwa łomżyńskiego.
Wierni kościoła rzymskokatolickiego należą do parafii Parafia św. Doroty w Winnej Poświętnej.

## Historia
Wieś została założona na początku XV wieku. Podlasie znajdowało się wtedy we władaniu księcia Janusza I mazowieckiego, który prowadził na tych terenach osadnictwo drobnego rycerstwa mazowieckiego. Pierwsza wzmianka o osiedleniu się tu szlachty pochodzi z roku 1464. (Archiwum Drohiczyńskie; Herbarz Kapicy-Milewskiego).
Koce-Basie, Koce-Basie Dołki, Koce-Borowe, Koce-Piskuły i Koce-Schaby tworzyły tzw. okolicę szlacheckązamieszkiwaną najczęściej przez Koców herbu Dąbrowa.
W I Rzeczypospolitej należały do ziemi drohickiej w województwie podlaskim.
Pod koniec wieku XIX wieś należała do powiatu bielskim, gubernia grodzieńska, gmina Skórzec. Użytki rolne o powierzchni 50 dziesięcin ziemi włościańskiej i 123 dziesięciny ziemi drobnej szlachty.
W roku 1921 naliczono 39 budynków z przeznaczeniem mieszkalnym oraz 235 mieszkańców (108 mężczyzn i 127 kobiet). Wszyscy zgłosili narodowość polską. Wyznanie rzymskokatolickie zadeklarowało 228 osób, prawosławne 2, a mojżeszowe 5.
Do dzisiaj w Kocach mieszkają liczni Kocowie – potomkowie rycerstwa z czasów króla Władysława Jagiełły.